# Regione Orientale Superiore
La Regione Orientale Superiore (ufficialmente Upper East Region, in inglese) è una regione del Ghana. Ha capoluogo Bolgatanga. Con una superficie complessiva di 8.842 km² e una popolazione di 1.046.545 abitanti (dati del 2010).

## Distretti

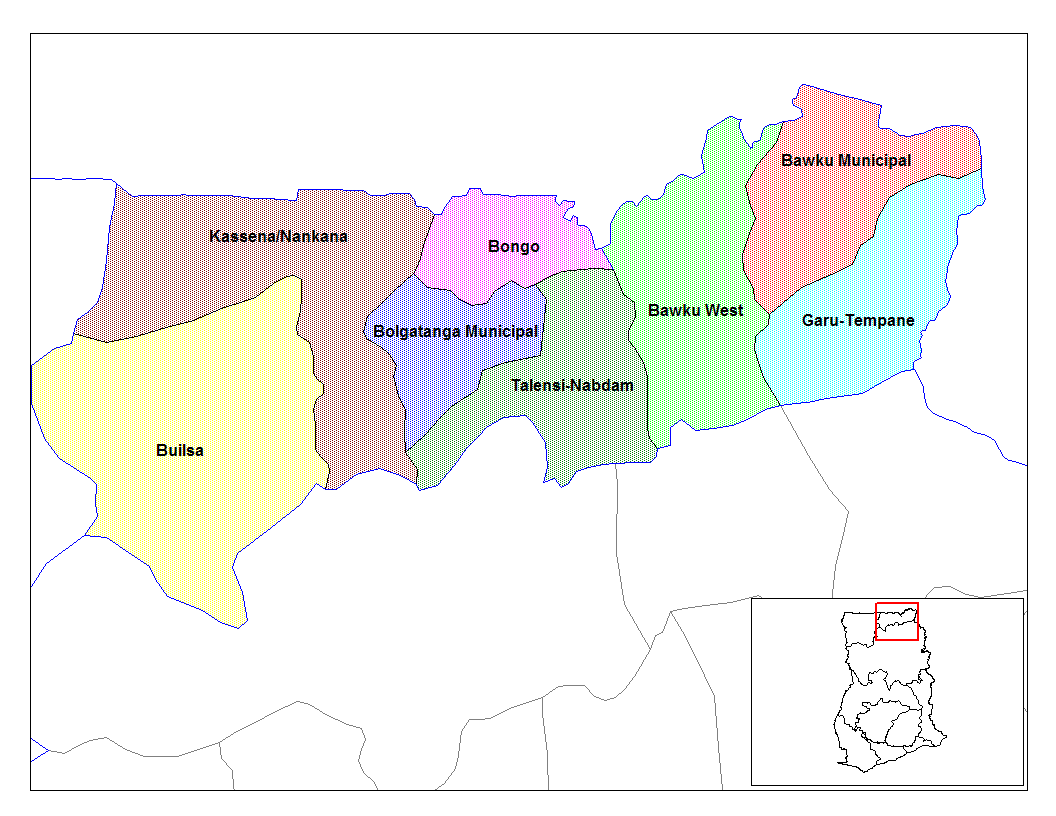
Distretti della Regione Nordorientale del Ghana

La Regione Nordorientale è divisa in 15 distretti:
| Distretto                               | Capoluogo  | Tipo                 |
| --------------------------------------- | ---------- | -------------------- |
| Distretto municipale di Bawku           | Bawku      | Distretto municipale |
| Distretto di Bawku Ovest                | Zebilla    | Distretto ordinario  |
| Distretto di Binduri                    | Binduri    | Distretto ordinario  |
| Distretto di Bolgatanga Est             | Zuarungu   | Distretto ordinario  |
| Distretto municipale di Bolgatanga      | Bolgatanga | Distretto municipale |
| Distretto di Bongo                      | Bongo      | Distretto ordinario  |
| Distretto municipale di Builsa Nord     | Sandema    | Distretto municipale |
| Distretto di Builsa Sud                 | Fumbisi    | Distretto ordinario  |
| Distretto di Garu                       | Garu       | Distretto ordinario  |
| Distretto municipale di Kassena-Nankana | Navrongo   | Distretto municipale |
| Distretto di Kassena-Nankana Ovest      | Paga       | Distretto ordinario  |
| Distretto di Nabdam                     | Nangodi    | Distretto ordinario  |
| Distretto di Pusiga                     | Pusiga     | Distretto ordinario  |
| Distretto di Talensi                    | Tongo      | Distretto ordinario  |
| Distretto di Tempane                    | Tempane    | Distretto ordinario  |